# Angelica callii
Angelica callii är en flockblommig växtart som beskrevs av Mildred Esther Mathias och Lincoln Constance. Angelica callii ingår i släktet kvannar, och familjen flockblommiga växter. Inga underarter finns listade i Catalogue of Life.